# Perton
Perton – wieś w Anglii, w hrabstwie Staffordshire, w dystrykcie South Staffordshire. Leży 25 km na południe od miasta Stafford i 187 km na północny zachód od Londynu. W 2004 miejscowość liczyła 10 824 mieszkańców. Perton jest wspomniana w Domesday Book (1086) jako Pertone.